# UN-Kaufrecht
Das UN-Kaufrecht (UNK; englisch United Nations Convention on Contracts for the International Sale of Goods, CISG; französisch Convention des Nations unies sur les contrats de vente internationale de marchandises, CVIM) vom 11. April 1980, auch Wiener Kaufrecht genannt, ist ein völkerrechtlicher Vertrag über das für den internationalen Warenkauf maßgebliche Recht.

## Einführung
Normalfall der Anwendung des UN-Kaufrechts ist der Warenkauf zwischen gewerblichen Verkäufern aus verschiedenen Vertragsstaaten des UN-Kaufrechts (s. Tabelle). Verkäufer und Käufer müssen weder Kaufleute sein, noch die Staatsangehörigkeit eines der Vertragsstaaten haben. Maßgeblich ist der gewöhnliche Aufenthaltsort und die Niederlassung, Art. 1. Das UN-Kaufrecht ist nicht anwendbar auf Verbraucherverträge (sofern der private Zweck des Kaufes für den Verkäufer erkennbar war, Art. 2 lit. a).
In der DDR trat das UN-Kaufrecht am 1. März 1990 in Kraft und galt dort auch nach deren Beitritt zur Bundesrepublik Deutschland weiter; in der gesamten Bundesrepublik Deutschland trat es am 1. Januar 1991 in Kraft (Bekanntmachung vom 23. Oktober 1990). Österreich trat dem UN-Kaufrecht mit Wirkung zum 1. Januar 1991 bei, die Schweiz mit Wirkung zum 1. März 1991.

Grafische Übersicht zur Anwendbarkeit des CISG aus deutscher Sicht

Ein Kaufvertrag ist nach Art. 1 als internationaler Kaufvertrag anzusehen, wenn die Parteien des Vertrages ihre Niederlassung in verschiedenen Staaten haben. Entscheidend ist der Ort der Niederlassung der Vertragsparteien, irrelevant ist die Nationalität der Handelnden. Bei natürlichen Personen ist der Ort ihres gewöhnlichen Aufenthalts entscheidend, während bei juristischen Personen jede unselbständige Außenstelle als Niederlassung in Betracht kommt, sofern sie mit einem Mindestmaß an Kompetenzen ausgestattet ist. Auch das UN-Kaufrecht sieht die Parteiautonomie vor und verlangt zudem keine besondere Form (Art. 11) für den Vertragsabschluss. Dabei geht das UN-Kaufrecht weder von einheitlichen Verträgen noch von einem Abstraktionsprinzip aus.
Hinsichtlich der Gewährleistung bestehen im UN-Kaufrecht die auch im deutschen Recht üblichen Gestaltungsrechte bzw. Rechtsfolgen des Rücktritts, der Minderung und der Nacherfüllung. Deutschland ist dem UN-Übereinkommen vom 14. Juni 1974 über die Verjährung beim internationalen Warenkauf nicht beigetreten.
Abweichend vom deutschen Haftungsrecht, wie es sich aus dem Bürgerlichen Gesetzbuch (BGB) ergibt, wird im UN-Kaufrecht der Schadensersatzanspruch so geregelt, dass jede Vertragspartei für Vertragsverletzungen unabhängig von ihrem Verschulden Schadensersatz leisten muss. Allerdings wird dabei nur der Schaden berücksichtigt, der zum Zeitpunkt des Vertragsabschlusses voraussehbar war. Ein weiterer Unterschied zum BGB besteht darin, dass die Haftung unter der Voraussetzung einer garantierten Beschaffenheit der Lieferung einer vertraglich vereinbarten Begrenzung unterliegen kann.

## Entstehungsgeschichte
Vorläufer des UN-Kaufrechts waren die Haager Einheitlichen Kaufgesetze aus dem Jahr 1964. Diese erlangten außerhalb Westeuropas nie große Bedeutung. So wurden sie u. a. von Frankreich und den USA nie ratifiziert.
In der Folge begann die UNCITRAL damit, im Rahmen jährlicher Konferenzen unter Beteiligung von zuletzt 62 Nationen, ein einheitliches internationales Kaufrecht zu entwickeln. Der endgültige Entwurf wurde 1980 bei einer finalen Konferenz in Wien angenommen, daher rührt die Bezeichnung als Wiener Kaufrecht. Die nicht verbindliche deutsche Fassung des UN-Kaufrechts wurde 1982 im Rahmen einer Konferenz der deutschsprachigen Länder entwickelt.
Das UN-Kaufrecht wurde inzwischen von 97 Staaten übernommen. Unter den 20 größten Handelspartnern Deutschlands fehlt dabei nur das Vereinigte Königreich.

## Praktische Bedeutung
Das UN-Kaufrecht ist in Deutschland ratifiziert und verkündet worden. Es ist demnach Teil des deutschen Zivilrechts und daher bei einer Rechtswahl zum deutschen Recht anwendbar, wenn es nicht gesondert ausgeschlossen wird. In der Vertragsgestaltungspraxis wurde die Anwendbarkeit des UN-Kaufrechts anfänglich jedoch im Regelfall ausgeschlossen, was die praktische Bedeutung des UN-Kaufrechts in seinen frühen Jahren erheblich einschränkte.
In jüngerer Zeit ist ein deutlicher Umschwung zu verzeichnen, der sich etwa darin zeigt, dass die Musterverträge vieler Interessenverbände keinen generellen Ausschluss des CISG mehr vorsehen. Hintergrund ist u. a., dass das unvereinheitlichte deutsche Schuldrecht (deutsches Schuldrecht ohne UN-Kaufrecht) durch die Schuldrechtsmodernisierung von 2002 erheblich an das UN-Kaufrecht angepasst wurde, so dass sich dort nunmehr viele Abläufe des UN-Kaufrechts wiederfinden.

## Inhalt
Das CISG ist wie folgt aufgebaut:

### Teil I. Anwendungsbereich und allgemeine Bestimmungen (Art. 1–13)

#### Kapitel I. Anwendungsbereich (Art. 1–6)
Der Anwendungsbereich des CISG ist in Kapitel I (Art. 1 bis 6) geregelt. Kapitel I enthält Regelungen über den Anwendungsbereich (Art. 1 CISG), Anwendungsausschlüsse (Art. 2 CISG), Einbeziehung von Verträgen über herzustellende Waren (Art. 3 CISG), den sachlichen Geltungsbereich (unter Ausschluss der Gültigkeit von Verträgen oder einzelner Bestimmungen, Art. 4 CISG), den Ausschluss der Haftung für Tod oder Körperverletzung (Art. 5 CISG) sowie die Möglichkeit, das CISG durch Parteiabrede auszuschließen, von ihm abzuweichen oder es zu ändern (Art. 6 CISG).
Soweit der Anwendungsbereich des CISG eröffnet ist und das Übereinkommen für eine bestimmte Sachfrage eine Regelung enthält (was in Zweifelsfällen erst im Wege der Auslegung festgestellt werden muss), verdrängt es das nationale Recht (in Deutschland also insbesondere das BGB und das HGB). Der Richter jedes Gerichts in einem CISG-Vertragsstaat ist in diesem Fall verpflichtet, das CISG anzuwenden (sofern nicht die Parteien des vorliegenden Rechtsstreits übereinstimmend das CISG abbedungen haben, wie Art. 6 CISG es zulässt). Durch diese Anwendung verwirklicht er die auf völkerrechtlicher Ebene von jedem Vertragsstaat übernommene Anwendungsverpflichtung (John Honnold nennt dies plastisch „the commitment that Contracting States make to each other: We will apply these uniform rules in place of our own domestic law on the assumption that you will do the same.“)
Es ist in der internationalen Rechtsprechung (einschließlich derjenigen des BGH) dabei unstreitig, dass eine vertragliche Rechtswahlklausel zugunsten des Rechts eines CISG-Vertragsstaates (Beispiel: „Dieser Vertrag unterliegt deutschem Recht“) keinen Ausschluss des UN-Kaufrechts im Sinne des Art. 6 CISG darstellt, weil das Übereinkommen einen integralen Bestandteil des betreffenden nationalen Rechts darstellt.

#### Kapitel II. Allgemeine Bestimmungen (Art. 7–13)
Kapitel II enthält allgemeine Bestimmungen über die Auslegung des Übereinkommens und Lückenfüllung (Art. 7), Auslegung von Erklärungen und Verhalten (Art. 8), Handelsbräuche und Gepflogenheiten (Art. 9), Niederlassung (Art. 10), Formfreiheit (Art. 11), Wirkungen eines Vorbehalts hinsichtlich der Formfreiheit (Art. 12) und den Begriff der Schriftlichkeit (Art. 13).

##### Auslegung des UN-Kaufrechts (Art. 7)
Bei der Auslegung des CISG sind sein internationaler Charakter und die Notwendigkeit zu berücksichtigen, seine einheitliche Anwendung und die Wahrung des guten Glaubens im internationalen Handel zu fördern (Art. 7 Abs. 1). Nach Art. 7 Abs. 2 gelten für die Lückenausfüllung die Regeln des Internationalen Privatrechts der lex fori. Nach Art. 7 CISG regelt sich auch in die Einbeziehung Allgemeiner Geschäftsbedingungen in UN-Kaufverträgen.

##### Formfreiheit von Erklärungen (Art. 11–13)
Unter dem UN-Kaufrecht sind Erklärungen formfrei möglich, Art. 11 CISG, und zwar (gerade) unabhängig davon, ob nach dem nationalen Kaufrecht eines der beteiligten Staaten bestimmte Formvorschriften zu beachten sind. Auf CISG-Verträge findet daher insbesondere die parol evidence rule des US-amerikanischen Rechts keine Anwendung.
Zu beachten ist, dass einzelne Staaten eine Erklärung nach Art. 96 und Art. 12 abgeben können, um die Formfreiheit nach Art. 11 CISG auszuschließen. Vorbehaltsstaaten sind (nicht abschließend): Argentinien, Chile, China, Russland, Ungarn. Verweist das Kollisionsrecht allerdings auf das Recht eines anderen Staates, das wiederum Formfreiheit vorsieht, dann gilt Formfreiheit. Ist Art. 11 CISG wegen eines Vorbehalts nach Art. 12 und Art. 96 CISG nicht anwendbar, hätte ein deutsches Gericht im Rahmen der Kollisionsprüfung Art. 11 Abs. 1 und Art. 28 Abs. 2 EGBGB anzuwenden.
Sofern die Parteien eine Schriftformklausel in ihren Vertrag aufgenommen haben, ist zudem Art. 29 Abs. 2 CISG zu beachten.

### Teil II. Abschluss des Vertrages (Art. 14–24)
Teil II. befasst sich mit Fragen des Abschlusses bzw. Zustandekommens von Verträgen. Art. 14 definiert den Begriff des Angebots, Art. 15 regelt das Wirksamwerden des Angebots und die Rücknahme, Art. 16 den Widerruf des Angebots, Art. 17 das Erlöschen des Angebots. Art. 18 definiert den Begriff der Annahme, Art. 19 regelt, wie Ergänzungen, Einschränkungen und sonstige Änderungen zum Angebot zu behandeln sind, Art. 20 die Annahmefrist, Art. 21 die verspätete Annahme, Art. 22 die Rücknahme der Annahme und Art. 23 den Zeitpunkt des Vertragsschlusses. Art. 24 definiert schließlich den Begriff des Zugangs.
In Abweichung vom deutschen BGB (§§ 145 ff. BGB: Bindung an Angebot) kann nach Art. 16 Abs. 1 CISG ein Angebot bis zum Abschluss des Vertrages widerrufen werden, wenn der Widerruf dem Empfänger zugeht, bevor dieser eine Annahmeerklärung abgesandt hat. Ein Angebot kann jedoch nicht widerrufen werden, wenn
a) es durch Bestimmung einer festen Frist zur Annahme oder auf andere Weise zum Ausdruck bringt, dass es unwiderruflich ist, oder
b) der Empfänger vernünftigerweise darauf vertrauen konnte, dass das Angebot unwiderruflich ist und er im Vertrauen auf das Angebot gehandelt hat (Art. 16 Abs. 2 CISG).
Obgleich im Schrifttum häufig als Kompromiss zwischen Civil Law und Common Law bezeichnet, hat die Regelung des Art. 16 CISG in der Praxis keinerlei Bedeutung erlangt: Dass bislang kein einziges Urteil bekannt geworden ist, in dem Art. 16 CISG relevant wurde, hängt schlicht damit zusammen, dass die heute üblichen schnellen Kommunikationsmittel (vor allem E-Mail) Angebote mit langer Bindungsdauer überflüssig gemacht haben.

### Teil III. Warenkauf (Art. 25–88)

#### Kapitel I. Allgemeine Bestimmungen (Art. 25–29)
Teil III. Kapitel I. enthält allgemeine Bestimmungen, etwa die Begriffsklärung der wesentlichen Vertragsverletzung (Art. 25).

#### Kapitel II. Pflichten des Verkäufers (Art. 30–51)
Teil III Kapitel II. regelt die Pflichten des Verkäufers, und zwar in Abschnitt I. Die Lieferung der Ware und Übergabe der Dokumente (Art. 31 bis 34), in Abschnitt II. die Vertragsmäßigkeit der Ware sowie Rechte oder Ansprüche Dritter (Art. 35 bis 44) und in Abschnitt III. Rechtsbehelfe des Käufers wegen Vertragsverletzung durch den Verkäufer (Art. 45 bis 50).

#### Kapitel III. Pflichten des Käufers (Art. 53–65)
Teil III. Kapitel III. beinhaltet die Pflichten des Käufers, nämlich Zahlung des Kaufpreises und Abnahme der Ware (Art. 53). Abschnitt I. regelt in Art. 54 bis 59 die Zahlung des Kaufpreises, Abschnitt II. in Art. 60 den Begriff der Abnahme und Abschnitt III. in Art. 61 bis 65 Rechtsbehelfe des Verkäufers wegen Vertragsverletzung durch den Käufer.

#### Kapitel IV. Übergang der Gefahr (Art. 66–70)
Teil III. Kapitel IV. regelt den Gefahrübergang.

##### Kapitel V. Gemeinsame Bestimmungen über die Pflichten des Verkäufers und des Käufers (Art. 71–88)
Teil III. Kapitel V. enthält gemeinsame Bestimmungen für Käufer und Verkäufer. Abschnitt I. (Art. 71 bis 73) befasst sich mit der vorweggenommenen Vertragsverletzung und behandelt Verträge über aufeinander folgende Lieferungen. Abschnitt II. (Art. 74 bis 77) regelt den Schadensersatz, Abschnitt III. (Art. 78) Zinsen, Abschnitt IV. (Art. 79) Befreiungen, Abschnitt V. (Art. 81 bis 84) Wirkungen der Aufhebung und Abschnitt VI. (Art. 85 bis 88) die Erhaltung der Ware.

### Teil IV. Schlussbestimmungen (Art. 89–101)
Teil IV. enthält Schlussbestimmungen. Sie bestehen zum Teil aus „Diplomatischen Klauseln“, die allein für die zuständigen Stellen der Vertragsstaaten Bedeutung besitzen, regeln aber zum Teil auch bedeutsame Aspekte der Vertragsstaateneigenschaft einzelner Staaten, die thematisch zu den Anwendungsbereichsvorschriften (Teil I) in enger Beziehung stehen. Sie können daher auch für die praktische Rechtsanwendung des UN-Kaufrechts entscheidende Bedeutung erlangen.

### Weiterführende Informationen
- UN-Kaufrecht (CISG/UN-K): Textsammlung / Synopse ausgewählter Texte
- CISG online, Universität Basel (en) Datenbank weltweiter Urteile zum CISG, teilweise übersetzt
- CISG Database, Institute of International Commercial Law, Pace Law School, NY/US (en)
- Status der Vertragsstaaten (en)
- CISG-France, Prof. Claude Witz (fr) Datenbank mit Urteilen französischer Gerichte zum CISG
- Artikel über das UN-Kaufrecht aus deutscher Sicht (Archiviert, 2004)
- UNILEX On CISG & UNIDROIT Principles (en)
- Informationen des Lehrstuhls für Bürgerliches Recht, Zivilprozessrecht und Rechtsphilosophie der Universität Saarbrücken zum Übereinkommen der Vereinten Nationen über Verträge über den internationalen Warenkauf – UN-Kaufrecht

### Bibliografie
- CISG-Bibliografie

### Online-Beiträge
- Ulrich Magnus, Wesentliche Fragen des UN-Kaufrechts (Zeitschrift für Europäisches Privatrecht (ZEuP) 1999, S. 642–662)

### Institutionen und Organisationen
- Homepage der UNCITRAL (en)
- Internationale Handelskammer in Paris (en)

### Rechtsprechung
- Datenbank von Urteilen zum UN-Kaufrecht (en)

### Kommentare
- Wilhelm-Albrecht Achilles: Kommentar zum UN-Kaufrechtsübereinkommen (CISG). Luchterhand 2000, ISBN 3-472-04010-6.
- Heinrich Honsell: Kommentar zum UN-Kaufrecht. Springer, Berlin 1997, ISBN 3-540-59347-0.
- CISG-Kommentar von Christoph Benicke, Franco Ferrari und Peter Mankowski. In: Münchener Kommentar zum Handelsgesetzbuch. Band 6, Beck, München 2004, ISBN 3-406-40056-6.
- Peter Schlechtriem/Ingeborg Schwenzer (Hrsg.): Kommentar zum Einheitlichen UN-Kaufrecht (CISG). 5. Auflage. C. H. Beck, München 2008, ISBN 3-406-45461-5.
- Julius von Staudinger, Ulrich Magnus: Kommentar zum Bürgerlichen Gesetzbuch mit Einführungsgesetz und Nebengesetzen, Wiener UN-Kaufrecht (CISG). Gruyter Verlag, 1999, ISBN 3-8059-0920-9.
- Wolfgang Witz u. a.: Internationales Einheitliches Kaufrecht. Praktiker-Kommentar und Vertragsgestaltung zum CISG. Recht und Wirtschaft, 2000, ISBN 3-8005-1183-5.

### Monografien
- Rainer Gildeggen, Andreas Willburger: Internationale Handelsgeschäfte – Eine Einführung in das Recht des grenzüberschreitenden Handels. Verlag Vahlen, 4. Auflage, München 2012, ISBN 978-3-8006-3955-7.
- John Honnold: Sales Transactions: Domestic and InternationalLaw. West Publishing Company, 2000, ISBN 1-56662-944-6.
- Bernd von Hoffmann, Karsten Thorn: Internationales Privatrecht einschließlich der Grundzüge des Internationalen Zivilverfahrensrechts. Beck, München 2005, ISBN 3-406-52585-7.
- Junker: Internationales Privatrecht. Beck, München 1998, ISBN 3-406-44314-1.
- Harald Koch/Ulrich Magnus/Peter Winkler von Mohrenfels: IPR und Rechtsvergleichung. Beck, München 2010, ISBN 3-406-50945-2.
- Christoph Reithmann, Dieter Martiny: Internationales Vertragsrecht. Schmidt Verlag, Köln 2004, ISBN 3-504-45152-1.
- Peter Schlechtriem/Ulrich G. Schroeter: Internationales UN-Kaufrecht. 6. Auflage. Mohr Siebeck, Tübingen 2016, ISBN 978-3-16-149277-8.
- Ulrich G. Schroeter: UN-Kaufrecht und Europäisches Gemeinschaftsrecht. Sellier, München 2005, ISBN 978-3-935808-34-7.
- Bammarny, Bawar: Treu und Glauben und UN-Kaufrecht (CISG), Eine rechtsvergleichende Untersuchung mit Schwerpunkt auf dem islamischen Rechtskreis. Frankfurt am Main, Berlin, Bern, Bruxelles, New York, Oxford, Wien, 2011, ISBN 978-3-631-61470-9.

### Zeitschriftenbeiträge
- Bonell: UN-Kaufrecht und das Kaufrecht des Uniform Commercial Code im Vergleich. In: RabelsZ 58, 1994, S. 20 ff.
- Daun: Grundzüge des UN-Kaufrechts. In: JuS 1997, S. 811–816, S. 998–1005.
- Koch: Wider den formularmäßigen Ausschluss des UN-Kaufrechts. NJW 2000, S. 910–915.
- Mankowski: Überlegungen zur sach- und interessengerechten Rechtswahl in Verträgen des internationalen Wirtschaftsverkehrs. RIW 2003, S. 2–15.
- Piltz, Burghard: Neue Entwicklungen im UN-Kaufrecht (Vorgängeraufsatz in der NJW 2009, 2258), NJW 31/2011, 2261
- Rösler: Siebzig Jahre Recht des Warenkaufs von Ernst Rabel – Werk- und Wirkgeschichte. In: RabelsZ 70 (2006), S. 793–805.
- Schroeter: Gegenwart und Zukunft des Einheitskaufrechts. RabelsZ 81 (2017), S. 32–76.
- Stadler: Grundzüge des Internationalen Vertragsrechts. Jura 1997, S. 506–513.